# Глушков, Олег Игоревич
Олег Игоревич Глушков (род. 26 декабря 1978, Омск, СССР) — российский режиссёр, хореограф, театральный педагог. Лауреат, а также неоднократный номинант российских и международных премий в области театра и хореографии, в том числе премии правительства Российской Федерации, «Золотой маски», премии «Hedda» (Норвегия) и прочих.

## Ранние годы
Олег родился в 1978 г. в городе Омске, в семье археологов. В 1982 г. у него появился брат Евгений, а в 1986 г. — сестра Ольга. Родители, Игорь Геннадьевич и Тамара Николаевна, специализировались на экспериментальной археологии (отец — на изучении керамики, мать — ткачества). В 1986 г., в связи с профессиональной необходимостью, семья переехала в Тобольск. Олег до девятого класса учился в школе № 13, а родители работали в Тобольском государственном педагогическом институте. Район города, в котором поселились Глушковы, не был спокойным и безопасным, но двери в квартиру всегда (буквально) были открыты — для гостей. В доме собирались виднейшие археологи и историки региона — не удивительно, что друг детства Олега, Иван Головнёв, был выходцем из той же среды. В 1991 г. они вместе записались в танцевальную студию при ДК «Синтез» — в школе и во дворе им не раз приходилось отстаивать право на такое «необычное» увлечение.
Каждое лето семья Глушковых отправлялась в археологические экспедиции, на собственном опыте воссоздавая быт древних жителей Сибири — в ходе опытов по реконструкции старинных способов окраски тканей с помощью растительных компонентов, которые проводила его мать, Олег серьёзно увлёкся ботаникой. В 1993 г. он принял участие во всероссийском конкурсе на базе МГУ и выиграл приглашение в летний лагерь биологического кружка при Дарвиновском музее (под руководством Екатерины Преображенской). По итогам смены, которая прошла на Костромской таёжной станции (возле р. Унжа), Олегу предложили приехать снова в следующем году — уже в качестве инструктора для младших отрядов. Вернувшись в Тобольск, Олег перевелся в химико-биологический класс гимназии № 10, где и закончил старшую школу. Учёба давалось легко: Олег параллельно продолжал заниматься танцами и увлекся классическим балетом, кроме того, выезжал в экспедиции по линии Дарвиновского музея. Точкой сбора служила Москва — вскоре там появились знакомства не только в научной, но и в творческой сфере.

## Студенчество
Отец Олега настоял, чтобы сын не ориентировался на свои увлечения и получил образование на историческом факультете Омского государственного университета. В 1995 г. он вместе с Иваном Головнёвым поехал сдавать вступительные экзамены, но, в отличие от друга, провалился. Мама Олега посоветовала сыну попробовать себя в Омском областном колледже культуры и искусства — там как раз шел последний день набора на хореографическое отделение. За ночь был подготовлен танцевальный номер на материале рок-оперы «Юнона и Авось», с которым Олег и был зачислен в мастерскую Валентины Ибрагимовой. В процессе обучения Олег посещал балетную студию при Омском государственном музыкальном театре, где вскоре был принят в труппу и участвовал в спектаклях ещё до окончания учёбы. Кроме того, он ставил пластические сцены на режиссёрском отделении своего колледжа. В 1998 г. во время зимнего экзамена на выпускном курсе, Олег заболел менингитом.
После выздоровления любые физические нагрузки на ближайшие полгода были запрещены. Олег поехал к родителям — они на тот момент жили в Сургуте. Мама рассказала Олегу, что к 1999 г. в городе должен открыться музыкально-драматический театр. В коллективе уже во всю шла работа над будущим репертуаром — Олег предложил свои услуги в качестве хореографа и был принят на работу. Большинство артистов в труппе оказались выпускниками ГИТИС, где для нужд театра были набраны два целевых курса: первый — под руководством Бориса Голубовского, второй — Олега Кудряшова. Под впечатлением от рассказов новых друзей, Олег решил поступать в Москву и был принят на балетмейстерский факультет ГИТИС в мастерскую Лилии Таланкиной. Во время обучения Олег продолжил работу в Сургутском музыкально-драматическом театре, где создал пластику для «Ямы» Куприна (реж. Михаил Чумаченко), «Декамерона» Бокаччо (реж. Борис Голубовский) и др. Работами молодого хореографа начал интересоваться известный театральный педагог Олег Кудряшов.

## Педагогическая деятельность
Окончив балетмейстерский факультет в 2002 г., Олег продолжил обучение в ГИТИС и поступил в аспирантуру (научный руководитель — Лилия Таланкина). По приглашению Михаила Чумаченко впервые попробовал себя в качестве педагога по танцу, а вскоре в роли педагога по актёрскому мастерству начал работать с первым набором Олега Кудряшова на режиссёрском факультете (среди студентов — Юлия Пересильд, Евгений Ткачук, Алексей Филимонов и многие другие). Сотрудничество с мастером, начатое ещё в рамках Сургутского театра, привело к появлению новой учебной дисциплины «действие в танце», целью которой было развить тело актёра как инструмент драматической, а не только пластической выразительности.
Первый спектакль Олега со студентами мастерской Кудряшова, «Полюбов…но», привлек внимание всего режиссёрского факультета. Вскоре Глушкова пригласили работать и в мастерскую Сергея Женовача, где за годы работы он создал серию спектаклей: «Выпускной» в 2009 г., «Woo Zoo» в 2013 г., «Центр изучения действительности» в 2017 г. и «Уважение и музыка» в 2021 г. Олег также работал в мастерской Евгения Каменьковича и Дмитрия Крымова, где стал автором постановок: «Урок французского» в 2011 г., «Смотрите, я сделал» в 2015 г. и «Война и мир» в 2018 г. (последняя участвовала в фестивале «Золотая маска» 2019 г. в программе «Russian case»). Среди работ Олега в данной мастерской стоит отметить спектакль «Old Boyfriends», созданный в 2011 г. — совместный проект с Калифорнийским институтом искусств (мастерская Мирьяны Джокович). В мастерской Леонида Хейфеца Олег отметился следующими работами: «Желтые тюльпаны» в 2012 г. и «Малыш Немо в сонной стране» в 2016 г.
Конечно, Глушков остался режиссёром-педагогом и в своей родной мастерской, у Олега Кудряшова — со студентами 2ого набора в 2010 г. он выпустил сразу 2 постановки: «Печальная история одной пары» и «Истории подслушанные в чужом iPod» и «Гипнос» в 2018 г. — последний был удостоен 4 номинаций на «Золотую Маску» в 2019 г. Кроме того, Олег начал преподавать актёрское мастерство в Школе-Студии МХАТ, где ввел предмет, аналогичный «действию в танце», на курсе Виктора Рыжакова — результатом работы стал выпущенный в 2016 г. спектакль «12 подвигов Гагарина». В 2019 г. по приглашению Тимофея Сополёва Глушков получил возможность набрать свой собственный курс на факультете музыкального театра — это направление стало основным в его педагогической деятельности. К моменту выпуска (в 2022 г.) Олег создает со своими студентами 2 постановки: «Закон» и «Вечеринка сгоревшей юности» — последний выпущен в театре Ермоловой совместно с мастерской Олега Меньшикова (актерский факультет ГИТИС).

## Работы в драматическом театре
Первой постановкой в качестве хореографа на московской профессиональной сцене для Олега стал «Иллюзион» — спектакль Тимофея Сополёва, созданный в 2003 г. по пьесе Андрея Курейчика в Московском академическом театре им. Маяковского (этой постановкой открылась малая сцена). С самого начала карьеры Глушков активно работал с режиссёром Романом Самгиным — из серии совместных работ стоит отметить «Лес» Островского, антрепризный спектакль, созданный в 2011 г. для театральной компании «Маскарад». В 2005 г. со спектакля «Мисс Жюли» по пьесе Стриндберга в Театре на Малой Бронной началось плодотворное сотрудничество с Андреем Кончаловским, а в 2010 г. со спектакля «Комедия» в театре «Практика» — с Иваном Вырыпаевым. Интересно, что на данный момент существует три спектакля по пьесе Вырыпаева «Пьяные» с хореографией Олега Глушкова, два из которых (в МХТ им. Чехова и в Düsseldorfer Schauspielhaus) поставлены Виктором Рыжаковым.
В 2011 г. Глушков выступил как хореограф и сорежиссёр Марка Захарова на спектакле «Пер Гюнт» в театре «Ленком» — постановка была отмечена премией правительства РФ в 2011 г. и премией «Гвоздь сезона» в 2012 г. Интересно, что «Пер Гюнт» стал для Олега первым опытом работы в качестве драматического режиссёра. Далее, в рамках отмеченного «Золотой Маской» проекта «Молодые режиссёры — детям» Глушков работал над хореографией трех спектаклей в Российском Академическом Молодёжном Театре: «Волшебное кольцо» по мотивам сказов Бориса Шергина (реж. Александр Хухлин), «Бесстрашный барин» по народной сказке в переложении Александра Афанасьева (реж. Марфа Горвиц) и «Как кот гулял, где ему вздумается» по сказке Киплинга (реж. Сигрид Стрём Рейбо).
«Кот…» получил специальный приз жюри на премии «Золотая Маска» и гран-при на фестивале «Арлекин». Спектакль стал первым из множества совместных проектов с норвежским режиссёром — в 2012 г. за работу над пластикой в спектаклях Сигрид «Mизантроп» (Rogaland Teater) и «Black Rider» (Hålogaland Teater) Олег был номинирован на премию «Hedda». Также, во время создания «Кота…» Глушков познакомился с композитором Александром Маноцковым, а в 2011 г. за работу над его оперой «Гвидон» в театре «Школа Драматического Искусства» Олег (вместе с режиссёром Александром Огарёвым) был награждён «Золотой маской» в номинации «эксперимент». В следующем году плодотворное сотрудничество с Маноцковым продолжилось в рамках творческой резиденции центра Юджина О’Нила (США) — композитор и хореограф создали постановку «4 квартета» по мотивам цикла поэм Т. С. Элиота. Последнюю совместную работу Глушкова и Маноцкова в 2021 г. спродюсировал Павел Каплевич — ей стала опера «Птица Феликс» по пьесе Михаила Чевеги в театре «Современник».
В 2012 г. Олег занимался ещё одним экспериментальным проектом — спектаклем «Кафе Буто`н» в театре «Школа Драматического Искусства», где совместно с участниками лаборатории «До танца» (создатели — Мин Танака и Анатолий Васильев) работал над изучением и интерпретацией техники буто. Исполнители (Андрей Андрианов, Анна Гарафеева и Мария Чиркова) стали полноправными соавторами постановки, где им удалось органично соединить на сцене черты пластического и драматического театра. В том же году Олег, выступив в роли режиссёра и хореографа одновременно, выпустил спектакль «Моряки и шлюхи» в театре «Мастерская Петра Фоменко» — в нём он тоже искал способ соединения пластики и драмы. Продолжая сотрудничество с театром, в 2016 г. Глушков поставил хореографию для спектакля «Сон в летнюю ночь» (реж. Иван Поповски) — постановка была удостоена премий «Золотая маска» и «Звезда Театрала».
Последние крупные работы Олега в качестве хореографа на российской сцене связаны с именем Дмитрия Крымова — сотрудничество началось с участия Глушкова в спектакле «Муму» для «Театра Наций» в 2018 г. В том же году МХТ им. Чехова представил спектакль Крымова «Серёжа» по роману «Анна Каренина» (удостоен шести номинаций на премию «Золотая маска»). Олег отвечал в нём за пластику, как и в следующей совместной работе (2020 г.) — «Все тут» в театре «Школа Современной Пьесы» (номинирован на «Золотую маску» в пяти категориях). После этого творческое внимание Глушкова сместилось в зону экспериментов — примером здесь могут служить спектакли «Гипнос» и «Война и мир», созданные со студентами ГИТИС, а также осуществленный в 2019 г. на базе Национального Института Драматического Искусства в Сиднее проект «Ах, Тузенбах». Также, в последнее время Олег много работает в области музыкального театра.

## Работы в музыкальном театре
В 2009 г. Глушков был приглашен в театр «Мастерская Петра Фоменко» для работы над пластическим оформлением спектакля «Алиса в зазеркалье» (реж. Иван Поповски), где он познакомился с художниками Вадимом Волей и Ольгой-Марией Тумаковой. В 2010 г. Поповски пригласил Олега и дуэт художников принять участие в работе над мюзиклом «Обыкновенное чудо». Регулярная совместная работа дала Глушкову, Воле и Тумаковой повод для крепкой дружбы, которая вскоре воплотилась в творческом объединении «Московский Королевский Театр». Первым проектом коллектива стал спектакль «Всё о Золушке» (2014 г.) в московском Театре Мюзикла — Михаил Швыдкой предложил Олегу режиссёрское кресло после успешной работы над пластикой в спектакле «Времена не выбирают». Для аранжировки оригинальной музыки Раймонда Паулса пригласили Сергея Боголюбского и Дарию Ставрович из группы «Слот», а драматургия спектакля была создана Сергеем Плотовым на основе идеи Дмитрия Быкова. Спектакль удостоен 7 номинаций и приза за лучшую женскую роль (Оксана Костецкая) на «Золотой маске» 2016 г.
В 2012 г. Глушков начал сотрудничать с Большим театром — отвечал за пластическое оформление в операх «Чародейка» Петра Чайковского (реж. Александр Титель) и «Франциск» Сергея Невского (реж. Владимир Бочаров). «Франциск», созданный в рамках проекта «Лаборатория современной оперы», был удостоен специальной премии жюри музыкального театра (а также ряда номинаций) на «Золотой маске» 2014 г. В 2016 г. Олега приглашают в Мариинский театр, где он работает над хореографией для оперы «Русалка» Александра Даргомыжского в постановке Василия Бархатова. В 2017 г. по приглашению режиссёра Александра Легчакова (они познакомились во время работы над хип-хоперой «Копы в огне», где Глушков помогал с одним из номеров) Олег создает пластическое оформление для иммерсивной оперы-променада «Пиковая дама».
В том же 2017 г. Олег снова собирает группу авторов, ответственную за мюзикл «Все о Золушке», чтобы на сцене московского Театра Наций выпустить ещё один музыкальный спектакль, «Синяя синяя птица» (по мотивам пьесы Мориса Метерлинка) — эта постановка получила театральную премию газеты «Московский комсомолец» в номинации «Лучший детский спектакль». Через год (в 2018 г.) на сцене театра «Мастерская Петра Фоменко» вышел следующий проект «Московского Королевского Театра» — «Завещание Чарльза Адамса». Спектакль был награждён премией «Звезда Театрала» в номинации «лучший спектакль большой формы». Наконец, с 2016 г. Глушков участвует в работе над бродвейским мюзиклом компании «Margo Lion Ltd.» по фильму «Стиляги» — премьера должна была состояться в 2020 г., но была отложена из-за пандемии COVID-19.
Олег работает за рубежом и в сфере оперы — в 2016 г. он вместе с Иваном Вырыпаевым выпускает «Бориса Годунова» на сцене Большого театра им. Станислава Монюшко в Познани. Также, Олег создает пластику в целой серии оперных работ норвежского режиссёра Сигрид Стрём Рейбо: примером могут служить «Пер Гюнт» (2014 г.) и «Норма» (2018 г.) в театре «Den Norske Opera». В 2018 г. дуэт выпускает ещё одну работу — «Дидона и Эней» в театре «Nationaltheatret» (Осло). Кроме того, Глушков получает от «Metropolitan Opera» предложение поработать над хореографией в опере «Аида» (реж. Майкл Майер). Как и бродвейские «Стиляги», проект отложен из-за пандемии. Премьера запланирована на новогоднюю ночь 2024 г.

## Работы в кино и на телевидении
Первым проектом Олега в кино стал фильм «20 сигарет» (реж. Александр Горновский) — премьера состоялась в 2007 г. Первым крупным успехом Глушкова в индустрии можно считать работу над танцами в фильме «Стиляги» — поводом для знакомства с Валерием Тодоровским стал спектакль «Мадемуазель Нитуш» в театре им. Вахтангова (реж. Владимир Иванов, 2004 г.), где Глушков отвечал за хореографию. Вскоре список совместных проектов с режиссёром пополнился сериалом «Оттепель» и фильмом «Большой». Успех «Стиляг» Тодоровского сразу дал о себе знать — Глушков получил приглашение заняться хореографией ещё в нескольких проектах: «Платон» в 2008 г. (реж. Вартан Акопян), «Не скажу» в 2010 г. (реж. Игорь Копылов) и «Бездельники» в 2011 г. (реж. Андрей Зайцев). Последним крупным кинопроектом, где Олег занимался пластикой и танцами, стал фильм «Воланд» (реж. Михаил Локшин), премьера которого должна состояться осенью 2023 года.
Отдельным этапом кинокарьеры Олега стало сотрудничество с Андреем Першиным (известен под псевдонимом Жора Крыжовников). Они познакомились ещё до окончания ГИТИС (Андрей — выпускник мастерской Марка Захарова), и это стало началом крпекой дружбы. Первую совместную работу выпустили в 2006 г. — спектакль «Холостой Мольер» в театре «Школа современной пьесы». В 2009 г. в качестве соавторов сняли короткометражный пародийный фильм «Казроп». Кроме того, в том же году Глушков участвовал в создании фильмов «Пушкин. Дуэль» (где снялся почти весь второй выпуск мастерской Кудряшова: Егор Корешков, Серафима Огарёва и др.) и «Дракон Абас Блю». В 2012 г. Олег приложил руку к нашумевшему «Проклятию» Першина и, наконец, ставил пластические сцены в его фильме «Самый лучший день» (снят на базе спектакля «Старый друг лучше», созданного тем же творческим дуэтом в 2010 г. в театре «АпАРТе»). Примерно в то же время Олег впервые попал на ТВ — в 2008 г. Андрей Першин привлек его к работе над танцевальными номерами для шоу «Ты — суперстар!» (канал «НТВ»).
В 2013 г. Глушков в роли хореографа участвовал в создании фильма «Страна хороших деточек» (реж. Ольга Каптур), в 2015 г. работал над пластикой в фильме «Парень с нашего кладбища» (реж. Илья и Антон Чижиковы) и ставил хореографические сцены в сериале «Людмила Гурченко» («Россия-1»). На этом сотрудничество с телеканалом не закончилось: Глушков отвечал за пластическое оформление номеров третьего сезона передачи «Синяя птица» (2017 г.), а в 2018 г. совместно с Еленой Масленниковой ставил пластику в фильме «Лёд» (выпущен кинокомпанией «Водород» и «Art Pictures» совместно с «Россией-1»). На этом проекте Олег познакомился с Федором Бондарчуком, который в 2022 г. пригласил Глушкова принять участие в работе над одной из сцен в сериале «Актрисы».
В портфолио Глушкова есть и международные телепроекты: в 2016 г. он работал над хореографией в номере, созданном российской студией интерактивных медиа «Sila Sveta» для шоу «America’s got talent» (телеканал NBC). Сотрудничество с Александром Усом и его командой началось в 2014 г. с шоу «Весна в Киото» для московского клуба «Сhâteau de Fantômas». С тех пор Олег участвовал как в коммерческих, так и в экспериментальных проектах студии.

## Перформансы и инсталляции
Самым крупным проектом Олега в экспериментальном формате можно считать выставку «Опыты», созданную в пространстве «Troyka Multispace» (Городская усадьба Гончарова — Филипповых, Москва) в 2014 г. совместно с компанией «Interactive Lab» и продюсером Мариной Глуховой. Выставка представляла собой серию залов, в каждом из которых мог находится только один зритель за раз — посетитель получал свой индивидуальный опыт, в качестве инструментов создания которого использовались виртуальная реальность, световые и музыкальные инсталляции, пластические средства (например, группа перформеров, используя зрителя как марионетку, танцует им танец в темноте, а потом моментально исчезает) и др. «Сердцем» композиции был зал, воссоздающий обычную советскую квартиру с её обитателями (прототипом стал дом детства самого Олега) — перформеры принимали зрителя как своего родственника, который вернулся в семью после длительного отсутствия. Гостю предлагалось «вспомнить» прошлое и на 30 мин. погрузиться в жизнь дома.
В том же 2014 г. Глушков совместно со студией «Sila Sveta» готовит крупный коммерческий проект — презентацию автомобиля BMW X4 в Шанхае, где выступает в роли арт-директора. Через год та же команда вместе с режиссёром Филиппом Григорьяном и агентством «Departáment» создает презентацию BMW X7 на площадке московского «Электротеатра Станиславский» — здесь Олег выступает в качестве хореографа. В 2016 г. Олег вместе с креативной командой «Laboratory ABC» готовит инсталляцию «Лес» для благотворительного бала Натальи Водяновой в Париже. В 2017 г. «Sila Sveta» вновь привлекает Олега к проекту по автомобильной тематике — он отвечает за пластическое оформление церемонии открытия «Lexus Dome».
В 2018 г., благодаря богатому опыту работы в сфере инсталляций и увлечению электронной музыкой, Олег начинает серию проектов, переносящих театральный и пластический перформанс в пространство ночного клуба. Постоянными соавторами этой серии работ становятся электронный музыкант Василий Миролюбов, а также перформер и писатель Андрей Андрианов (автор сказок о Ежи и Петруччо). Работа с Василием началось с саундтрека для спектакля «Гипнос» в театре «Практика» и привела к рождению музыкального дуэта «Glushkov & Miroliubov»; старт сотрудничеству с Андреем дал спектакль «Кафе Буто`н» в театре «ШДИ». Первой работой в «клубной» серии стал перформанс «Moment» на праздновании десятилетия клуба «ARMA17» в Funkhouse Berlin. В работе участвовала выпускница мастерской Олега Кудряшова (ГИТИС), актриса Екатерина Агеева — Олег регулярно приглашает бывших студентов участвовать в своих проектах. Также, в 2019 г. Глушков консультировал Нину Кравиц в процессе создания её перформанса «Dream machine» для фестиваля «Coachella».
Среди множества «клубных» проектов Глушкова отдельно стоит отметить: перформанс «Lesson» на открытии московского клуба «Mutabor», где под техно-музыку группа профессиональных балерин занималась тренажем у станка; перформанс «Sunrise» на вечеринке «System 108 65 years of love» в том же клубе, где во время сэта от «Glushkov & Miroliubov» в 5 утра на танцпол вынесли гигантскую куклу петуха на шестах, с которым группа перформеров исполняла что-то вроде китайского танца Дракона; перформансы с артистами, помещенными в гигантские кубы: световой куб в клубе «Лебединое озеро» и меховой — на презентации «Adidas Originals» в Москве. Над последними двумя активно работала группа световых и медиа-дизайнеров «СЕТАП» — Олег познакомился с ними на берлинском перфомансе.
За музыкальное оформление всех названых выше событий отвечали «Glushkov & Miroliubov». Кроме того, в 2020 и 2021 гг. дуэт отметился выступлениями на фестивале «Signal» (арт-парк Никола-Ленивец), а в 2022 г. отыграл на фестивале «Sensor» в Ереване под именем «GMO» — здесь к команде присоединился Андрей Антонец (OID).

## Клипы, концерты и шоу
Взаимодействие Олега с музыкальной индустрией не ограничивается одной электронной сценой. В 2013 г. Глушков организовал трио «Енисей» (участники: Александр Алябьев, Виталий Боровик, Александр Горелов) — первым заметным проектом этого иронико-танцевального коллектива стало участие в съемках клипа «Свадьба» для группы «Самое большое простое число». Символично, что клип создавался примерно в то же время, когда у самого Олега планировалась свадьба. Так же стоит отметить, что Кирилл Иванов, лидер «СБПЧ» — хороший друг жены Олега, Алёны. В 2015 г. Глушков работал над хореографией в клипах «Day is done» Василия Зоркого и «Истерика» группы «Пилар» — в последнем причинял участие и «Енисей». Также, по приглашению Мириам Сехон, трио выступало на концертах ВИА «Татьяна».
Сотрудничество Глушкова с группой «СБПЧ» быстро вышло за рамки клипов — уже в 2017 г. Олег стал режиссёром концерта «Пир» в «Новой Голландии»; в 2019 г. — отвечал за программу зала, посвященного театральной импровизации, на уникальном 24-часовом концерте «SBP4 24h What?» в рамках «Red Bull Music Festival Moscow»; в том же 2019 г. Олег режиссировал выступление группы на пикнике «Афиши». Отдельно стоит отметить работу над альбомом-аудиосказкой «Потерянное зеркальце» (по мотивам текста Павла Пепперштейна) от тех же «СБПЧ», где Олег выступил в качестве режиссёра и соавтора текста.
В записи голосов для «Зеркальца…» принимала участие целая группа артистов, друзей коллектива, в том числе и Муся Тотибадзе, для которой Олег поставил хореографию в серии клипов (совместно с режиссёром и продюсером Григорием Добрыгиным — как и Муся, был студентом Олега во время обучения в ГИТИС). Первой работой в линейке стал клип «Радио», снятый в 2015 г., за ним послежовали: «Танцуй, Виталик» в 2016 г., «Кто остановит этот дождь» и «Разбегаюсь» в 2019 г., «В.О.Л.К.» в 2020 г. и «Молодость» в 2021 г. Из последних работ Глушкова в данной сфере стоит отметить клип «Зима в сердце» для группы «Моя Мишель», снятый в 2021 г. — режиссёром этого ролика выступила Нина Гусева (она же работала и над некоторыми клипами Муси Тотибадзе).

## Творческий стиль
По воспоминаниям Глушкова, первым крупным впечатлением от классической хореографии стал для него дивертисмент Нины Ананиашвили в Японии — мужские вариации на этой кассете были буквально засмотрены им до дыр. В плане современной хореографии первыми открытиями стали фильм Мориса Бежара «Дом священника… Балет для жизни» и «Beach Birds for Camera» Мерса Каннингема. За ними последовали «Соло» и «In the middle» Уильяма Форсайта, а также работы Мэтью Борна (в том числе «Лебединое озеро»). В мире музыкального театра ключевым ориентиром для Глушкова стал спектакль «Black Rider» (авторы — Том Уэйтс, Уильям Берроуз, Роберт Уилсон). Из произведений массовой культуры наибольшее влияние на Олега оказало творчество Тима Бёртона.
Учёба в ГИТИС обогатила творческий мир Олега множеством новых впечатлений — на то время пришелся мощнейший всплеск интереса к современной хореографии в Москве. Столица трижды (в 1997, 1999 и 2000 гг.) принимала American Dance Festival (ADF), а также Первый (1999 г.) и Второй (2001 г.) Европейский фестиваль современного танца. Студенты-балетмейстеры не раз посещали спектакли ведущих мировых коллективов: например, Олегу довелось увидеть работы Пины Бауш (уже после её смерти) и Яна Фабра. В 2005 г., по приглашению Андрея Кончаловского, Глушкову удалось попасть в Лондон, на спектакль «A minute too late» театра «Complicité» — эта постановка произвела неизгладимое впечатление на молодого хореографа.
Благодаря все тем же фестивалям современной хореографии, во время учёбы Глушкову удалось на практике познакомился с техниками буто (Мин Танака) и flying low (Дэвид Замбрано). Олег и его друзья практиковали контактную импровизацию, вдохновляясь работами Стива Пэкстона — записи его выступлений были большой редкостью, так что техника воссоздавалась по слухам. Стоит отдельно отметить влияние, которое на Олега оказал Гильермо Луис Орта Бетанкур — в начале 2000х Глушков принял участие в двухнедельном курсе кубинца на фестивале «Open Look» в Санкт-Петербурге. Бетанкур соединял в своем творчестве техники классического танца, буто и театра катхакали — характерная пластика в бедрах и принцип построения комбинаций все ещё проявляют себя в творчестве Олега.
Все эти мощные студенческие впечатления отразились на стиле Глушкова: от Мина Танака он взял тягу к «выращиванию» пластики из особенностей физики конкретных артистов, без навязывания им внешней формы; от Пины Бауш — отношение к танцу как к повествовательному, драматическому языку, который зритель может читать без специального «словаря символов»; от Стива Пэкстона — способность видеть танец в любом (даже сугубо бытовом) движении, ставить под сомнение то, как танцы вообще должны выглядеть. В своем творчестве Олег всегда соединял элементы драмы и пластики, кроме того, он выработал собственный способ построения композиции — критики назвали его «коллаж сновидений» или «коллективное сновидение». Спектакль Глушкова представляет собой набор эпизодов, связанных ассоциативно. Объекты и темы не вводятся через драматургию событий, а рождаются из атмосферы — общего сна, который видят и герои, и артисты. При этом, все эпизоды внутри себя выстроены вполне логично — парадоксальные смыслы возникают именно из их соединения.

## Частная жизнь
У Олега есть жена Алёна и дочь Саша. Он увлекается альпинизмом и электронной музыкой.